# Katharine Stewart-Murray
Katharine Stewart-Murray, duquessa de Atholl (Edimburg, 6 de novembre de 1874-ibídem, 21 d'octubre de 1960) va ser una aristòcrata i política britànica.
Es va educar a Wimbledon. En 1899 es va casar amb el marquès de Tullibardine, que va ser nomenat duc de Atholl el 1917.
Va entrar en política i va aconseguir obtenir un escó al Parlament britànic el 1923 per Kinross i Perthshire Occidental, el qual va conservar fins a 1938. Va ser secretària parlamentària del Departament d'Educació entre 1924 i 1929. Va ser la primera dona amb un càrrec ministerial en un govern conservador britànic.
Durant la Guerra Civil Espanyola es va declarar enemiga del bàndol franquista. Va visitar Espanya el 1937 i el 1938 va renunciar al seu lloc parlamentari com a protesta per la política de no intervenció del govern del seu país. Per això va ser cridada a vegades “la Duquessa Vermella”. Durant el conflicte va aconseguir que quatre mil nens obtinguessin refugi en el Regne Unit.
La renúncia al seu escó va forçar una elecció anticipada que perdria per poc més de mil vots. Va comptar amb el suport de Winston Churchill, encara que aquest no va aparèixer en els seus actes de campanya, i de Sylvia Pankhurst, encara que Stewart-Murray s'havia oposat en els seus primers anys al sufragisme. Molt important en la seva derrota va ser una carta de suport de Stalin, que va ser aprofitada pels seus oponents.
Malgrat el que van afirmar els seus crítics, Stewart-Murray no era una acérrima esquerrana. Així el 1930 va publicar The Conscription of a People, que atacava el sistema soviètic.
Després de la pèrdua d'aquesta elecció parcial, no va tornar a presentar-se més al Parlament. Va iniciar una campanya contra Hitler, de qui havia llegit la traducció anglesa del Mein Kampf, publicada el 1933 –ella mateixa encarregaria una nova traducció més precisa el 1938- encara que en aquell moment les seves crítiques no van tenir suficient acolliment.
Després de la Segona Guerra Mundial va manifestar de nou el seu anticomunisme, arribant a la vicepresidència de l'associació Rússia Lliure i ajudant en el socors als fugits d'Europa Central.
El 1958 va publicar la seva autobiografia Working Partnership. Amb les seves experiències a Espanya, va publicar Searchlight on Spain, el 1938.